# Il magnifico cornuto
Il magnifico cornuto è un film del 1964 diretto da Antonio Pietrangeli, adattato dalla classica pochade Le cocu magnifique (1921) di Fernand Crommelynck.

## Trama
Nell'opulenta e operosa città di Brescia, il maggior passatempo della ricca borghesia industriale sembra essere l'adulterio, che è anche il maggior argomento di conversazione alle feste. Andrea Artusi, proprietario di un avviato cappellificio, felicemente sposato con la giovane e bella Maria Grazia, sembra essere del tutto estraneo tanto al tradimento quanto alle maldicenze su di esso, completamente sicuro della fedeltà della moglie, dalla reputazione immacolata. Nonostante una vita soddisfacente, non resiste però alla tentazione quando Cristiana, disinvolta moglie del presidente del circolo, gli si propone esplicitamente.
Ma proprio questa relazione, apparentemente innocua, è la sua rovina: l'aver sperimentato in prima persona quanto sia facile per una donna tradire il coniuge, mantenendolo all'oscuro di tutto, comincia a farlo dubitare di Maria Grazia e presto diventa letteralmente ossessionato dal sospetto che lei abbia un amante.
Prima la fa spiare con scarso successo da un vecchio dipendente, poi la pedina in prima persona e, malgrado non riesca a scoprire nulla, continua ad avere visioni ad occhi aperti di lei, in un'immaginaria versione seducente e disinibita, intenta a tradirlo con più uomini. L'elemento che gli fa perdere completamente la testa è una contravvenzione fatta all'auto della moglie, in orario serale, nella via delle mura del Castello lungo la quale si appartano abitualmente le coppie clandestine, che un amico assessore espone per gioco durante una festa: Andrea esplode di fronte a tutti, affibbiando così a Maria Grazia l'etichetta di adultera e, a se stesso, quella di cornuto.
Esasperata dalla folle, ingiustificata gelosia del marito, quando questi arriva addirittura a fingere un viaggio per poi rimanere a sorvegliarla di nascosto, Maria Grazia lo provoca fingendo a sua volta di andare ad incontrare il proprio amante, ma poi lo affronta direttamente. Di fronte alla reazione violenta di Andrea, che alla guida dell'auto potrebbe farli uccidere tutti e due, Maria Grazia per calmarlo infine arriva ad ammettere una relazione, inesistente, con l'amico Gabriele.
Andrea, fuori di sé, rimane coinvolto in un incidente mentre tenta di raggiungere il rivale. Durante la convalescenza, si convince di essere stato vittima di una vera e propria malattia, ma di aver superato la "febbre" e di aver ritrovato la propria serenità e la fiducia in Maria Grazia (anche perché ha scoperto che la famosa multa è stata presa da un dipendente e non dalla moglie incolpevole). Peccato che lei, nel frattempo, disillusa nei confronti dell'uomo che amava e verso il quale era sempre stata irreprensibilmente fedele ma che si era rivelato ben diverso da quanto aveva sempre pensato, si sia ormai consolata con il comprensivo medico che si è preso cura del marito.

## Colonna sonora
Le canzoni del film:
- La notte che son partito - cantata da Jimmy Fontana (disco RCA Italiana PM45-3288 - anno 1964)
- Ti ringrazio perché - cantata da Michele (disco RCA Italiana PM45-3278 – 1964)
- O te o nessuna - cantata da Jimmy Fontana (disco RCA Italiana PM45-3261 – 1964)

Musiche di Armando Trovajoli, dirette dall'autore. Edizioni e registrazioni musicali della RCA Italiana.

## Curiosità
Anche in questo film, come in Totò contro i quattro, si fa riferimento al caso del  bitter avvelenato, mandato per posta a un commerciante di Arma di Taggia nell'agosto del 1962 dall'amante della moglie e fatalmente bevuto dalla vittima.
C'è poi un particolare riguardante le targhe delle automobili, che figurano immatricolate, alternativamente, a Brescia, dov'è ambientato il film, e Cremona, città natale di Tognazzi: infatti, nella prima scena, quando Andrea Artusi arriva a prendere la moglie Maria Grazia, lui arriva con una macchina targata "CR" ma va via con una targata "BS".